# Àlex Monner
Alejandro Monner Zubizarreta (Barcellona, 27 gennaio 1995) è un attore spagnolo.

## Biografia
Monner esordisce nel 2010 recitando in Héroes, film diretto da Pau Freixas. L'anno successivo interpreta il ruolo di Lleó, un giovane a cui è stata amputata una gamba a causa di un tumore, nella serie televisiva Polseres vermelles che lo rende noto al grande pubblico e gli fa guadagnare un premio come miglior attore televisivo ai Fotogrammi d'argento 2012. Prende parte poi a Rec 3 - La genesi (2012) e a Els nens salvatges (2012), vincendo grazie alla sua interpretazione in quest'ultimo film il Premio Gaudí 2013 come miglior attore protagonista.
Nel 2016 è il protagonista del film La prossima pelle diretto da Isa Campo e Isaki Lacuesta.

## Filmografia

### Cinema
- Héroes, regia di Pau Freixas (2010)
- Toca'm, parla'm, estima'm... (cortometraggio), regia di Marta Mas (2011)
- Rec 3 - La genesi ([REC]³ Génesis), regia di Paco Plaza (2012)
- Els nens salvatges, regia di Patricia Ferreira (2012)
- Barcelona, nit d'estiu, regia di Dani de la Orden (2013)
- Marsella, regia di Belén Macías (2014)
- Murieron por encima de sus posibilidades, regia di Isaki Lacuesta (2014)
- La fossa, regia di Pere Vilà i Barceló (2014)
- DLH (cortometraggio), regia di Olga Garriga (2015)
- Solo química, regia di Alfonso Albacete (2015)
- Summer Camp, regia di Alberto Marini (2015)
- L'artèria invisible, regia di Pere Vilà i Barceló (2015)
- Barcelona, nit d'hivern, regia di Dani de la Orden (2015)
- El primer día (cortometraggio), regia di Patricia Ferreira (2015)
- La prossima pelle (La propera pell), regia di Isa Campo e Isaki Lacuesta (2016)
- Caçador (cortometraggio), regia di Jordi Porcel ed Hèctor Prats (2016)
- Mon germà (cortometraggio), regia di Martí Dols e Joe Ryan Laia (2017)
- Jelly Sandwich (cortometraggio), regia di Luis Marciliano (2017)
- La vita in un attimo (Life Itself), regia di Dan Fogelman (2018)
- La hija de un ladrón, regia di Belén Funes (2019)
- Il silenzio della palude (El silencio del pantano), regia di  Marc Vigil (2019)
- Gang (cortometraggio), regia di Alex Sardà (2020)
- Centauro, regia di Daniel Calparsoro  (2022)

### Televisione
- Polseres vermelles - serie TV, 26 episodi (2011-2013)
- El cas dels catalans - film TV, regia di Ventura Durall (2014)
- Cites - serie TV, episodio 1x12 "Clàudia - Carles i Octavi - Isma" (2015)
- Ebre, del bressol a la batalla - film TV, regia di Román Parrado (2016)
- Sé quién eres - serie TV, 16 episodi (2017)
- Cites - serie TV, episodio 1x02 "El ocaso de Occidente" (2018)
- Heavies tendres - serie TV, 8 episodi (2018)
- La dona del segle - film TV, regia di Sílvia Quer (2018)
- Vivere senza permesso (Vivir sin permiso - serie TV, 14 episodi (2018-2020)
- La línea invisible - miniserie TV, 6 episodi (2020)
- Élite - Storie brevi (Élite - historias breves) – miniserie TV, 3 episodi (2021)
- Élite - serie TV, 3 episodi (2022-2024)

## Riconoscimenti
- Fotogrammi d'argento
  - 2012: Miglior attore televisivo (Polseres vermelles)

- Festival del cinema spagnolo di Malaga
  - 2012: Miglior attore non protagonista (Els nens salvatges)

- Premio Goya
  - 2013: Candidatura a Miglior attore rivelazione (Els nens salvatges)

- Cinema Writers Circle Awards
  - 2013: Candidatura a Miglior attore rivelazione (Els nens salvatges)

- Premio Gaudí
  - 2013: Miglior attore protagonista (Els nens salvatges)
  - 2017: Candidatura a Miglior attore protagonista (La prossima pelle)
  - 2020: Candidatura a Miglior attore non protagonista (La hija de un ladrón)

- Premio Turia
  - 2013: Miglior attore esordiente (Els nens salvatges)

- Toulouse Cinespaña
  - 2016: Menzione speciale (La prossima pelle)

- Premio José María Forqué
  - 2017: Candidatura a Miglior attore (La prossima pelle)

- Premio Feroz 
  - 2017: Candidatura a Miglior attore protagonista (La prossima pelle)
  - 2018: Candidatura a Miglior attore non protagonista in una serie televisiva (Sé quién eres)

## Doppiatori italiani
Nelle versioni in italiano delle opere in cui ha recitato, Alex Monner è stato doppiato da:
- Mattia Nissolino in Elite - Storie Brevi, Elite
- Andrea Oldani in Rec 3 - La genesi, Open Arms - La legge del mare
- Flavio Aquilone ne La prossima pelle
- Manuel Meli in La vita in un attimo
- Daniele Raffaeli ne Il silenzio della palude
- Alessio Nissolino in Centauro